# Lego Masters
Cet article concerne le format international de l'émission. Pour la version française, voir Lego Masters (France).
Lego Masters est une émission de téléréalité internationale d'origine britannique dans laquelle des équipes s'affrontent pour construire le meilleur projet en Lego. Il est basé sur la version britannique du même nom, Lego Masters (en), créée par la société de production Tuesday's Child et The Lego Group et diffusée sur Channel 4.
Le format, distribué à l'international par Banijay, a ensuite été adapté dans plusieurs pays autour du monde. Ainsi, depuis 2020, une version française du programme, produite par Endemol France, est diffusée sur la chaîne de télévision M6.

## Description

### Concept de l'émission
Lego Masters est une compétition au cours de laquelle des binômes de candidats s'affrontent lors d'épreuves de construction en briques Lego autour d'un thème, une contrainte ou un objectif à atteindre. Les candidats sont départagés par des juges appelés "Brickmasters", qui désignent chaque semaine le duo qui doit quitter l'aventure.
Les trois binômes qui atteignent la finale construisent une œuvre libre qui sera jugée par les deux brickmasters ainsi que par du public ou d'anciens candidats selon les versions.

### Les Brickmasters
Les brickmasters sont les juges de l'émission. Selon les déclinaisons ils peuvent être seuls (comme dans la version australienne), ou en duo (comme en France). Dans certaines adaptations, des célébrités sont invitées le temps d'une émission pour annoncer le thème des épreuves ou épauler les juges,,.
Les juges des différentes versions de l'émission ont des profils divers, pas toujours directement associés à l'univers de la brique Lego. Ainsi, certains brickmasters travaillent pour Lego, comme Matthew Ashton, vice-président du design ou Elisabeth Kahl-Backes, designeuse de la marque. D'autres juges sont des constructeurs professionnels certifiés par l'entreprise, à l'image de Georg Schmitt, René Hoffmeister ou Ryan McNaught, tandis que d'autres sont issus de milieux artistiques comme l'artiste plasticienne Paulina Aubey, le professeur de design Paolo Tumminelli ou encore l'humoriste Eva Hache. La version britannique accueille même pour sa première saison une ingénieure, Roma Agrawal, qui a travaillé à la conception du gratte-ciel londonien The Shard.

## Versions
| Pays                            | Titre                                                             | Chaîne(s)                 | Société(s) de production                                                                                    | Diffusion                                              | Nombre de saisons                                                | Présentateur | Juge(s) | Gains | Références |
| ------------------------------- | ----------------------------------------------------------------- | ------------------------- | --- | ------------------------------------------------------ | ---------------------------------------------------------------- | --- | --- | --- | ---------- |
| Allemagne                       | Lego Master (saison 1) - Lego Masters (depuis la saison 2)        | RTL Television            | Endemol Shine Germany                                                                                       | Depuis le 18 novembre 2018                             | 4 + 1 épisode spécial Noël + 1 saison spéciale "Winter Champion" | Oliver Geissen (saison 1) - Daniel Hartwich (depuis la saison 2)                                                                                        | Juliane Aufdembrinke (saison 1) - Paolo Tumminelli (saison 1) - René Hoffmeister (depuis la saison 2) - Elisabeth Kahl-Backes (depuis la saison 3)             | 25 000 € + trophée | ,          |
| Australie                       | Lego Masters                                                      | Nine Network              | Endemol Shine Australie                                                                                     | Depuis le 28 avril 2019                                | 5 + 2 saisons spéciales Noël                                     | Hamish Blake | Ryan "The Brickman" McNaught | 100 000 $ + trophée | ,          |
| Chine                           | 乐高大师 - Lego Masters                                           | Shenzhen TV               | Long Qing Media                                                                                             | Depuis le 15 octobre 2021                              | 1                                                                | Zhang Peng et Qiang Zi | Prince Jiang et Wei Wei Shannon Gluckman | NC | ,          |
| Corée du Sud                    | 블록버스터 : 천재들의 브릭전쟁 - Blockbuster: Genius Brick Battle | MBC                       | B&C Content                                                                                                 | Depuis le 1er mai 2022                                 | 1                                                                | Noh Hong-chul | Wani Kim et Jae Won Lee | 30 000 000 ₩ + trophée | ,          |
| Danemark                        | Lego Masters                                                      | TV 2                      | Metronome                                                                                                   | Depuis le 16 avril 2021                                | 2 + 1 double épisode spécial Noël et Nouvel An                   | Victor Lander | Søren Dyrhøj | Trophée + reproductions des gagnants exposées dans la zone Miniland du parc Legoland de Billund + œuvres des finalistes exposées à la Lego House | ,          |
| Espagne                         | Lego Masters                                                      | Antena 3                  | Shine Iberia                                                                                                | Du 15 au 30 décembre 2021                              | 1                                                                | Roberto Leal | Eva Hache et Pablo González | 50 000 € + trophée + exposition de l'œuvre finale dans un Lego Store de Barcelone                                                                | ,          |
| États-Unis                      | Lego Masters                                                      | Fox                       | Endemol Shine North America, Tuesday’s Child, Plan B Entertainment                                          | Depuis le 5 février 2020                               | 3                                                                | Will Arnett | Amy Corbett et Jamie Berard | 100 000 $ + trophée + exposition de l'œuvre des finalistes dans un parc Legoland                                                                 | ,          |
| Finlande                        | Lego Masters Suomi                                                | MTV3                      | Endemol Shine Finland                                                                                       | Depuis le 17 mars 2022                                 | 1 (+1 à venir)                                                   | Jaakko Saariluoma | Esa Nousianen | 10 000 € + trophée | ,          |
| France                          | Lego Masters                                                      | M6                        | Endemol France                                                                                              | Depuis le 23 décembre 2020                             | 5                                                                | Éric Antoine | Georg Schmitt (depuis la saison 1) - Paulina Aubey (saisons 1 à 3) - Aveline Stokart (saison 4) -                                                              | 20 000 € + trophée + exposition de l'œuvre finale à l'hôpital Necker                                                                             | ,          |
| Japon                           | レゴマスターズ - Lego Masters                                     | Tokyo Broadcasting System | Tokyo Broadcasting System                                                                                   | À venir                                                | 1                                                                | TBA | TBA | TBA | [ 59 ]     |
| Norvège                         | Lego Masters Norge                                                | TV 2                      | Mastiff Norway                                                                                              | Depuis le 15 octobre 2021                              | 1                                                                | Erik Solbakken | Erik Legernes | 500 000 kr + trophée | ,          |
| Nouvelle-Zélande                | Lego Masters NZ                                                   | TVNZ                      | Screentime New Zealand                                                                                      | Depuis le 9 mai 2022                                   | 1 (+1 à venir)                                                   | Dai Henwood | Robin Sather | 25 000 $ en bon d'achat chez The Warehouse + trophée + 2 Fiat 500                                                                                | ,          |
| Pays-Bas et Belgique            | Lego Masters                                                      | RTL 4 et VTM              | Endemol Shine Nederland                                                                                     | Depuis le 11 avril 2020                                | 3 + 2 épisodes spéciaux                                          | Ruben Nicolai (saisons 1 - 2 + épisodes spéciaux) - Kürt Rogiers (saisons 1 - 2) - Jamai Loman (depuis la saison 3) - Andy Peelman (depuis la saison 3) | Bas Brederode (saison 1) - Jonathan Bennink (saison 2 + épisodes spéciaux) - Esmee Kuenen (depuis la saison 3)                                                 | 25 000 € + trophée + visite du parc Legoland et de la Lego House à Billund                                                                       | ,          |
| Pologne                         | Lego Masters                                                      | TVN                       | Endemol Shine Polska et TVN                                                                                 | Depuis le 14 novembre 2020                             | 3 + 3 épisodes de Noël                                           | Marcin Prokop | Aleksandra Mirecka (saisons 1-2) - Paweł Duda (saison 1) - Kamil Bednarek (saison 2) - Pola Lisowicz (depuis la saison 3) - Czesław Mozil (depuis la saison 3) | 100 000 zł + trophée + voyage dans un parc Legoland                                                                                              | ,          |
| République Tchèque et Slovaquie | Lego Masters                                                      | TV Nova et Markíza        | TV Nova et Markíza                                                                                          | Depuis le 5 juin 2022                                  | 1                                                                | Matouš Ruml et Eva Kramerová | Milan Reindl | 20 000 € + trophée | ,          |
| Royaume-Uni                     | Lego Masters                                                      | Channel 4                 | Tuesday's Child (saisons 1-2 + épisodes de Noël 2018 et 2022) - Endemol Shine Polska (épisode de Noël 2022) | Du 24 août 2017 au 11 décembre 2018 - 24 décembre 2022 | 2 + 2 épisodes de Noël                                           | Melvin Odoom (saisons 1-2 + spécial Noël 2018) - Nish Kumar (spécial Noël 2022)                                                                         | Matthew Ashton (saisons 1-2 + Noël 2018 et 2022) - Roma Agrawal (saison 1) - Fran Scott (saison 2 + Noël 2018) - Amy Corbett (Noël 2022)                       | Trophée + exposition de l'œuvre des finalistes à la Lego House (saison 1) - Trophée (saison 2)                                                   | ,          |
| Suède                           | Lego Masters Sverige                                              | TV4                       | Meter Television                                                                                            | Depuis le 25 octobre 2020                              | 3                                                                | Mauri Hermundsson | Magnus Göransson | Trophée + grande quantité de briques Lego | ,          |

### Adaptation à venir
Le 19 mai 2020, Endemol Shine North America annonce qu'une adaptation pour l'Amérique Latine est en préparation. Produite par Endemol Shine Boomdog, l'émission doit être animée par le comédien mexicain Franco Escamilla et enregistrée à Mexico,.